# Hortonia angustifolia
Hortonia angustifolia är en tvåhjärtbladig växtart som först beskrevs av Thw., och fick sitt nu gällande namn av Trim.. Hortonia angustifolia ingår i släktet Hortonia och familjen Monimiaceae. Inga underarter finns listade i Catalogue of Life.